# Šaškinovci
Šaškinovci je naseljeno mjesto u sastavu općine Bosanska Gradiška, Republika Srpska, BiH.

## Stanovništvo
| Šaškinovci         |              |
| Godina popisa      | 1991.        |
| Srbi               | 106 (99,07%) |
| Hrvati             | 0            |
| Muslimani          | 0            |
| Jugoslaveni        | 0            |
| ostali i nepoznato | 1 (0,93%)    |
| ukupno             | 107          |